# Folkusházy Lajos
Folkusházy Lajos (Pest, 1868. február 24. – Budapest, 1939. március 28.) Budapest alpolgármestere.

## Életpályája
Szülei Folkusházy Nándor és Márton Karolina voltak. A budapesti tudományegyetemen jogot tanult. 1898-tól tanácsjegyző, 1906-tól tanácsnok volt. 1914–1918 között a közélelmezési osztály vezetőjeként dolgozott. 1918–1919 között Budapest alpolgármestere volt. 1919-ben állásából elbocsátották. 1920-ban az új törvényhatósági bizottság ismét megválasztotta. 1926–1929 között ismét Budapest alpolgármestere volt. 1929–1934 között a Budapest Székesfővárosi Közlekedési Rt. vezérigazgatója volt.
Sírja Budapesten, az Új köztemetőben található (16/5-1-42/43).

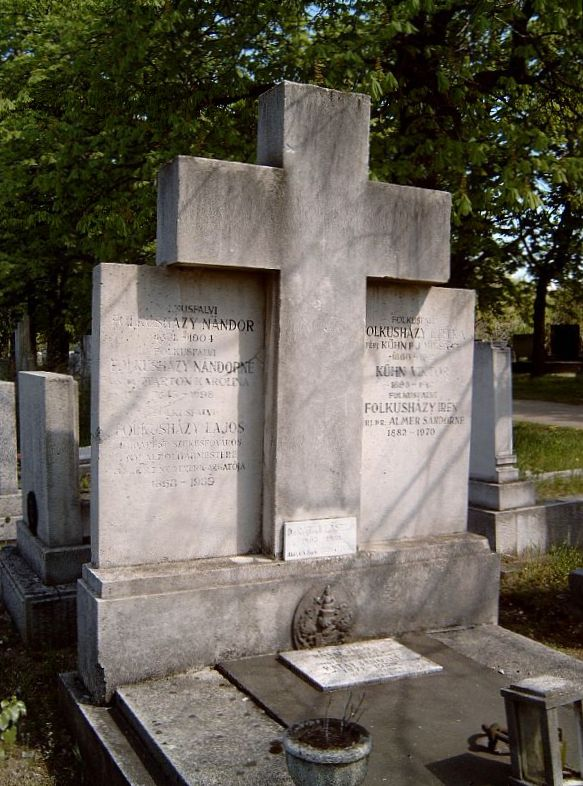
Folkusházy Lajos alpolgármester sírja Budapesten. Új köztemető: 16/5-1-42/43